# Avançon (Rhone, Bex)
Der Avançon ist ein rechter Nebenfluss der Rhone im Schweizer Kanton Waadt. Er entsteht aus dem Zusammenfluss der beiden Quellbäche Avançon d'Anzeindaz und Avançon de Nant und entwässert einen Abschnitt der Waadtländer Alpen. Zusammen mit dem Avançon d'Anzeindaz ist der Avançon 18 km lang. Das Einzugsgebiet des Avançon hat eine Fläche von etwa 90 km². Der Flussname geht vermutlich auf das gallische Wort aventia (Bach, Quelle) zurück.

## Geographie
Der Avançon d'Anzeindaz entspringt auf dem Gemeindeboden von Bex auf rund 2000 m ü. M. im Bereich des Saumpasses Pas de Cheville südlich des Massivs der Diablerets. Er fliesst nach Westen, durchquert die Alp Anzeindaz und bildet dann ein Tal zwischen den Kalkgipfeln von Culan im Norden und Argentine im Süden.
Der Avançon de Nant dagegen bezieht sein Wasser aus dem Glacier des Martinets, einem kleinen Gletscher am Nordostabhang der Dent de Morcles. Der Bergbach strömt nordwärts durch das Vallon de Nant am Fuss des Grand Muveran und biegt bei Pont de Nant in der Nähe des Alpengartens Thomasia nach Westen ab. Danach durchquert er den Talkessel von Les Plans-sur-Bex, den er durch einen schluchtartigen Ausgang verlässt.
Auf 730 m ü. M. bei La Peufaire unterhalb der Ortschaft Gryon vereinigen sich die beiden Quellbäche zum Avançon. Dieser fliesst weiter nach Westen durch ein Kerbtal und erreicht bei Bex das Rhonetal, in dem er im Lauf der Zeit sein Geröll in Form eines Schwemmkegels am Talausgang abgelagert hat. Westlich von Bex überqueren fünf Strassenbrücken, die Bahnlinie Lausanne-Marigny und die Autobahn A9 den Fluss, der gegenüber von Massongex auf 398 m ü. M. in die Rhone mündet.
Der Avançon ist durch ein nivales Abflussregime geprägt. Die Bachläufe der beiden Quellbäche haben weitgehend natürlichen Charakter und sind nur an wenigen Stellen verbaut. Entlang des Unterlaufs im Rhonetal und bei Bex wurde der Avançon teilweise korrigiert und mit Hochwasserschutzdämmen versehen.

## Nutzung
Am Avançon befindet sich seit 1897 das Elektrizitätswerk Sublin, das von den Forces Motrices de l’Avançon betrieben wird. Die Wasserkraft des Avançon wurde früher im Bereich von Bex für den Betrieb von Mühlen, Sägereien und für andere wasserkraftabhängige Gewerbe genutzt.